# Australiens flagga
Australiens flagga är blå med tre separata motiv: den brittiska unionsflaggan i kantonen, fyra sjuuddiga och en femuddig stjärna i det yttre fältet samt en större ensam vit sjuuddig stjärna i det inre. Flaggan antogs den 22 maj 1909 och har proportionerna 1:2.

## Symbolik
De fem stjärnorna i det yttre fältet visar stjärnbilden Södra korset, en konstellation som endast är synlig från södra halvklotet. Stjärnbilden har kommit att förknippas med kolonisering av Australien och landets nybyggare, bland annat eftersom den använts som riktmärke av sjöfarare. Den mindre stjärnan med fem uddar står för konstellationens ljussvagaste stjärna, Epsilon Crucis. Stjärnbilden är ett vanligt motiv på södra halvklotets nationsflaggor, och återfinns bland annat i Brasiliens och Nya Zeelands flagga.
Den brittiska unionsflaggan (Union Jack) i det övre inre hörnet visar på Australiens förflutna som brittisk koloni. Unionsflaggan var Australiens officiella civila flagga fram till 1954. Flaggans utformning i stort anknyter till den brittiska statsflaggan Blue Ensign, som också legat till grund för ett stort antal före detta brittiska koloniers nationsflaggor.
Den större stjärnan under den brittiska unionsflaggan kallas för Commonwealth Star ("Samväldets stjärna") och representerar Australiens uppbyggnad som federal stat. De sju uddarna representerar de sex delstater som ingår i Australiska statsförbundet, samt Northern Territory och de utländska territorier som administreras av Australien.
Utöver "Blue Ensign" finns även andra australiska flaggor som till exempel "the Aboriginal flag", "the Torres Strait Islander flag". 

## Färger

Mörkare version av flaggan med RGB-approximationer av de officiella Pantone-färgerna.

| Schema    | Blå               | Röd               | Vit                   | Källor      |
| --------- | ----------------- | ----------------- | --------------------- | ----------- |
| Pantone   | 280 C             | 185 C             | Safe                  | [ 2 ] [ 3 ] |
| RGB (Hex) | 0–0–139 (#00008B) | 255–0–0 (#FF0000) | 255–255–255 (#FFFFFF) | [ 4 ]       |
| CMYK      | 100%–80%–0%–0%    | 0%–100%–100%–0%   | 0%–0%–0%–0%           | [ 4 ]       |

## Historik
De första australiensiska flaggorna skapades inför den landsomfattande tävling som Australiens förste premiärminister Edmund Barton utlyste den 29 april 1901. Australien hade tidigare bestått av sex brittiska kolonier, men stod nu inför att ombildas till en federation inom det brittiska samväldet. Det vinnande bidraget var en flagga som i princip var identisk med dagens, bortsett från att den större stjärnan under den brittiska unionsflaggan hade sex uddar, och inte som idag sju. Flaggan godkändes av kung Edvard VII på hösten 1902 och förklarades officiellt som Australiska statsförbundets flagga den 20 februari 1903, samtidigt som landets handelsflotta gavs rätt att föra den brittiska handelsflaggan Red Ensign. För civila ändamål användes fortfarande den brittiska unionsflaggan.
Den 19 december 1908 utökades antalet uddar på den större stjärnan till sju, vilket återspeglade de australiensiska territorierna. Flaggans utformning fastställdes i lag den 14 april 1954 som Australiens nationsflagga.

## En ny nationsflagga
Det pågår en debatt i Australien om landet ska få en ny flagga, i synnerhet en flagga utan Unionsflaggan. Förespråkarna för detta har också påpekat flaggans avsevärda likhet med Nya Zeelands flagga. Parlamentet har beslutat att flaggan inte kan ändras utan folkomröstning. Flera opinionsundersökningar har genomförts och de har visat på omkring 30 % stöd för att ta bort Unionsflaggan ur Australiens flagga, och mer än 60 % för att behålla flaggan.